# Fabella stearnsii
Fabella stearnsii is een tweekleppigensoort uit de familie van de Sportellidae. De wetenschappelijke naam van de soort is voor het eerst geldig gepubliceerd in 1899 door Dall.